# Icariella hauseri
Icariella hauseri är en spindelart som beskrevs av Brignoli 1979. Icariella hauseri ingår i släktet Icariella och familjen täckvävarspindlar.
Artens utbredningsområde är Grekland. Inga underarter finns listade i Catalogue of Life.